# 二階堂正哉
二階堂 正哉（にかいどう せいや、2000年11月2日 - ）は、宮城県出身のプロサッカー選手。Jリーグ・ガイナーレ鳥取所属。ポジションはディフェンダー(DF)。

## 経歴
新潟医療福祉大学では4年時に主将を務め、第71回全日本大学サッカー選手権大会で新潟医療福祉大学の準優勝に貢献した。そして2023年にY.S.C.C.横浜に加入。
2024年、ガイナーレ鳥取に移籍。

## 所属クラブ
- ACクレック
- 青森山田中学高等学校
- 新潟医療福祉大学
- 2023年  Y.S.C.C.横浜
- 2024年 -  ガイナーレ鳥取

## 個人成績
| 国内大会個人成績 | 国内大会個人成績 | 国内大会個人成績 | 国内大会個人成績 | 国内大会個人成績 | 国内大会個人成績 | 国内大会個人成績 | 国内大会個人成績 | 国内大会個人成績 | 国内大会個人成績 | 国内大会個人成績 | 国内大会個人成績 |
| 年度             | クラブ           | 背番号           | リーグ           | リーグ戦         | リーグ戦         | リーグ杯         | リーグ杯         | オープン杯       | オープン杯       | 期間通算         | 期間通算         |
| 年度             | クラブ           | 背番号           | リーグ           | 出場             | 得点             | 出場             | 得点             | 出場             | 得点             | 出場             | 得点             |
| 日本             | 日本             | 日本             | 日本             | リーグ戦         | リーグ戦         | リーグ杯         | リーグ杯         | 天皇杯           | 天皇杯           | 期間通算         | 期間通算         |
| ---------------- | ---------------- | ---------------- | ---------------- | ---------------- | ---------------- | ---------------- | ---------------- | ---------------- | ---------------- | ---------------- | ---------------- |
| 2022             | 新潟医福大       | 5                | 他               | -                | -                | -                | -                | 2                | 0                | 2                | 0                |
| 2023             | YS横浜           | 27               | J3               | 29               | 0                | -                | -                | -                | -                | 29               | 0                |
| 2024             | 鳥取             | 4                | J3               | 22               | 0                | 1                | 0                | 0                | 0                | 23               | 0                |
| 2025             | 鳥取             | 4                | J3               |                  |                  |                  |                  |                  |                  |                  |                  |
| 通算             | 日本             | 日本             | J3               | 51               | 0                | 1                | 0                | 0                | 0                | 52               | 0                |
| 通算             | 日本             | 日本             | 他               | -                | -                | -                | -                | 2                | 0                | 2                | 0                |
| 総通算           | 総通算           | 総通算           | 総通算           | 51               | 0                | 1                | 0                | 2                | 0                | 54               | 0                |

出場歴
- Jリーグ初出場 2023年5月13日 J3第10節 SC相模原戦（ニッパツ三ツ沢球技場）
- Jリーグ初得点 2025年3月23日 J3第6節 FC岐阜戦（Axisバードスタジアム）

## タイトル

### クラブ
青森山田中学校
- 全国中学校サッカー大会（2014年、2015年）

青森山田高校
- 高円宮杯 JFA U-18サッカープレミアリーグ（2016年）
- 高円宮杯 JFA U-18サッカープレミアリーグ チャンピオンシップ（2016年）
- 全国高等学校サッカー選手権大会（2016年、2018年）